# Tornei di tennis maschili nel 1935
Prima della nascita della cosiddetta "Era Open" del tennis, ossia l'apertura ai tennisti professionisti dei tornei che prima di quell'anno erano riservati ai tennisti dilettanti. Nel 1935 i tornei si distinguevano in pro e amatoriali: ai primi potevano partecipare solo i giocatori professionisti, mentre ai secondi potevano partecipare solo i tennisti dilettanti. Tutti i tornei più importanti erano amatoriali tra questi c'erano i tornei del Grande Slam: gli Australian Championships, gli Internazionali di Francia, il Torneo di Wimbledon e gli U.S. National Championships.

## Calendario

### Legenda
| Tornei amatoriali       |
| Tornei professionistici |

### Gennaio
| Settimana  | Torneo                                                                           | Vincitore                                  | Finalista             | Semifinalisti | Eliminati ai quarti |
| ---------- | -------------------------------------------------------------------------------- | ------------------------------------------ | --------------------- | ------------- | ------------------- |
| gennaio    | Beausite First Meeting 1935 Cannes, Francia Terra rossa Singolare - Doppio       | Max Ellmer 6-1 6-1 6-1                     | Gaston Medecin        |               |                     |
| gennaio    | Beausite First Meeting 1935 Cannes, Francia Terra rossa Singolare - Doppio       |                                            |                       |               |                     |
| gennaio    | East of India Championships 1935 Calcutta, India Singolare - Doppio              | Josip Pallada 9-7 6-4 6-3                  | Franjo Punčec         |               |                     |
| gennaio    | East of India Championships 1935 Calcutta, India Singolare - Doppio              |                                            |                       |               |                     |
| 5 gennaio  | Sugar Bowl Invitation 1935 New Orleans, USA Singolare - Doppio                   | Wilmer Allison 6-3 6-3 6-2                 | Richard Berkeley Bell |               |                     |
| 5 gennaio  | Sugar Bowl Invitation 1935 New Orleans, USA Singolare - Doppio                   |                                            |                       |               |                     |
| 6 gennaio  | All-South Championships 1935 Miami, USA Singolare - Doppio                       | Bryan Grant 6-4 6-2 6-3                    | Richard Berkeley Bell |               |                     |
| 6 gennaio  | All-South Championships 1935 Miami, USA Singolare - Doppio                       |                                            |                       |               |                     |
| 7 gennaio  | Swiss Covered Court Championships 1935 Sankt Moritz, Svizzera Singolare - Doppio | Marcel Bernard 4-6 6-4 6-4                 | Antoine Gentien       |               |                     |
| 7 gennaio  | Swiss Covered Court Championships 1935 Sankt Moritz, Svizzera Singolare - Doppio |                                            |                       |               |                     |
| 7 gennaio  | Metropolitan Indoor 1935 New York, USA Singolare - Doppio                        | Frank Bowden 1-6 6-3 3-6 6-3 6-1           | Leonard Hartman       |               |                     |
| 7 gennaio  | Metropolitan Indoor 1935 New York, USA Singolare - Doppio                        |                                            |                       |               |                     |
| 14 gennaio | Monegasque Championships 1935 Monaco, Monte Carlo Terra rossa Singolare - Doppio | Vladimir Landau 5-7 6-3 6-0 6-4            | Gaby Mercier-Odier    |               |                     |
| 14 gennaio | Monegasque Championships 1935 Monaco, Monte Carlo Terra rossa Singolare - Doppio |                                            |                       |               |                     |
| 14 gennaio | Australian Championships 1935 Melbourne, Australia Erba Singolare - Doppio       | Fred Perry 2-6 7-5 6-3 6-2                 | Jack Crawford         |               |                     |
| 14 gennaio | Australian Championships 1935 Melbourne, Australia Erba Singolare - Doppio       | Jack Crawford Vivian McGrath 6-4, 8-6, 6-2 | Pat Hughes Fred Perry |               |                     |
| 16 gennaio | British Colonial Tournament 1935 Nassau, Bahamas Singolare - Doppio              | Gilbert Hall 8-6 7-5 6-0                   | Richard Berkeley Bell |               |                     |
| 16 gennaio | British Colonial Tournament 1935 Nassau, Bahamas Singolare - Doppio              |                                            |                       |               |                     |
| 19 gennaio | Canadian Covered Court Championships 1935 Montréal, Canada Singolare - Doppio    | Robert Murray 6-1 8-6 6-2                  | Laird Watt            |               |                     |
| 19 gennaio | Canadian Covered Court Championships 1935 Montréal, Canada Singolare - Doppio    |                                            |                       |               |                     |
| 21 gennaio | German Covered Court Championships 1935 Brema, Germania Singolare - Doppio       | Gottfried von Cramm 1214 6-0 6-2 4-6 8-6   | Marcel Bernard        |               |                     |
| 21 gennaio | German Covered Court Championships 1935 Brema, Germania Singolare - Doppio       |                                            |                       |               |                     |
| 25 gennaio | Pittsburgh Indoor 1935 Pittsburgh, USA Singolare - Doppio                        | Richard Berkeley Bell 6-3 6-3 4-6 3-6 6-3  | Gregory Mangin        |               |                     |
| 25 gennaio | Pittsburgh Indoor 1935 Pittsburgh, USA Singolare - Doppio                        |                                            |                       |               |                     |
| 28 gennaio | Danish Covered Court Championships 1935 Copenaghen, Danimarca Singolare - Doppio | Marcel Bernard 3-6 6-4 6-2 8-6             | Karl Schroder         |               |                     |
| 28 gennaio | Danish Covered Court Championships 1935 Copenaghen, Danimarca Singolare - Doppio |                                            |                       |               |                     |
| 28 gennaio | Gallia Club Championships 1935 Cannes, Francia Singolare - Doppio                | Antoine Gentien 2-6 6-4 8-6 6-3            | Wilmer Hines          |               |                     |
| 28 gennaio | Gallia Club Championships 1935 Cannes, Francia Singolare - Doppio                |                                            |                       |               |                     |
| 29 gennaio | New Zealand Championships 1935 Wellington, Nuova Zelanda Singolare - Doppio      | Fred Perry 6-2 6-3 6-2                     | Abel Kay              |               |                     |
| 29 gennaio | New Zealand Championships 1935 Wellington, Nuova Zelanda Singolare - Doppio      | Donald G. France Fred Perry                |                       |               |                     |

### Febbraio
| Settimana   | Torneo                                                                            | Vincitore                       | Finalista             | Semifinalisti | Eliminati ai quarti |
| ----------- | --------------------------------------------------------------------------------- | ------------------------------- | --------------------- | ------------- | ------------------- |
| febbraio    | Torneo di Madras 1935 Madras, India Singolare - Doppio                            | Franjo Punčec 6-4 6-1 8-6       | Josip Pallada         |               |                     |
| febbraio    | Torneo di Madras 1935 Madras, India Singolare - Doppio                            |                                 |                       |               |                     |
| 2 febbraio  | Buffalo Indoor 1935 Buffalo, USA Singolare - Doppio                               | Richard Berkeley Bell 6-4 6-3   | Frank Bowden          |               |                     |
| 2 febbraio  | Buffalo Indoor 1935 Buffalo, USA Singolare - Doppio                               |                                 |                       |               |                     |
| 3 febbraio  | Carlton Club Championships 1935 Cannes, Francia Terra rossa Singolare - Doppio    | Antoine Gentien                 | Wilmer Hines          |               |                     |
| 3 febbraio  | Carlton Club Championships 1935 Cannes, Francia Terra rossa Singolare - Doppio    |                                 |                       |               |                     |
| 7 febbraio  | Central Florida Championships 1935 Orlando, USA Singolare - Doppio                | Charles Russell Harris          | Arthur H. Hendrix     |               |                     |
| 7 febbraio  | Central Florida Championships 1935 Orlando, USA Singolare - Doppio                |                                 |                       |               |                     |
| 10 febbraio | French Covered Court Championships 1935 Parigi, Francia Singolare - Doppio        | Jean Borotra 6-2 6-2 6-4        | Daniel Prenn          |               |                     |
| 10 febbraio | French Covered Court Championships 1935 Parigi, Francia Singolare - Doppio        |                                 |                       |               |                     |
| 11 febbraio | South of France Championships 1935 Nizza, Francia Terra rossa Singolare - Doppio  | Wilmer Hines 6-2 3-6 6-1 6-4    | Max Ellmer            |               |                     |
| 11 febbraio | South of France Championships 1935 Nizza, Francia Terra rossa Singolare - Doppio  |                                 |                       |               |                     |
| 13 febbraio | Casino Heights Invitational 1935 New York, USA Singolare - Doppio                 | Gregory Mangin 6-4 6-2 11-9     | Richard Berkeley Bell |               |                     |
| 13 febbraio | Casino Heights Invitational 1935 New York, USA Singolare - Doppio                 |                                 |                       |               |                     |
| 18 febbraio | Philippines International Championships 1935 Manila, Filippine Singolare - Doppio | Gavia 8-6 3-6 6-4 4-6 6-2       | Edgar Moon            |               |                     |
| 18 febbraio | Philippines International Championships 1935 Manila, Filippine Singolare - Doppio |                                 |                       |               |                     |
| 18 febbraio | Torneo di Beaulieu 1935 Beaulieu-sur-Mer, Francia Singolare - Doppio              | Gottfried von Cramm 6-2 6-4 6-2 | Giovanni Palmieri     |               |                     |
| 18 febbraio | Torneo di Beaulieu 1935 Beaulieu-sur-Mer, Francia Singolare - Doppio              |                                 |                       |               |                     |
| 21 febbraio | Dixie Championships 1935 Tampa, USA Singolare - Doppio                            | Arthur H. Hendrix 6-3 6-2 6-4   | Carroll Turner        |               |                     |
| 21 febbraio | Dixie Championships 1935 Tampa, USA Singolare - Doppio                            |                                 |                       |               |                     |
| 23 febbraio | Bermuda International Championships 1935 Hamilton, Bermuda Singolare - Doppio     | Bryan Grant 6-0 6-0 6-4         | J.Gilbert Hall        |               |                     |
| 23 febbraio | Bermuda International Championships 1935 Hamilton, Bermuda Singolare - Doppio     |                                 |                       |               |                     |
| 25 febbraio | Monte Carlo Cup 1935 Monte Carlo, Monte Carlo Singolare - Doppio                  | Giovanni Palmieri 6-1 6-1 7-5   | Bunny Henry Austin    |               |                     |
| 25 febbraio | Monte Carlo Cup 1935 Monte Carlo, Monte Carlo Singolare - Doppio                  |                                 |                       |               |                     |

### Marzo
| Settimana | Torneo                                                                            | Vincitore                              | Finalista             | Semifinalisti | Eliminati ai quarti |
| --------- | --------------------------------------------------------------------------------- | -------------------------------------- | --------------------- | ------------- | ------------------- |
| 5 marzo   | Riviera Championships 1935 Mentone, Francia Terra rossa Singolare - Doppio        | Josef Caska 3-6 6-4 6-2 6-2            | Wilmer Hines          |               |                     |
| 5 marzo   | Riviera Championships 1935 Mentone, Francia Terra rossa Singolare - Doppio        |                                        |                       |               |                     |
| 9 marzo   | South Australian Championships 1935 Adelaide, Australia Singolare - Doppio        | John Bromwich 6-1, 9-11, 5-7, 6-3, 6-2 | Don Turnbull          |               |                     |
| 9 marzo   | South Australian Championships 1935 Adelaide, Australia Singolare - Doppio        |                                        |                       |               |                     |
| 11 marzo  | Côte d'Azur Championships 1935 Cannes, Francia Terra rossa Singolare - Doppio     | Jacques Brugnon 6-3 6-4 0-6 2-6 9-7    | Max Ellmer            |               |                     |
| 11 marzo  | Côte d'Azur Championships 1935 Cannes, Francia Terra rossa Singolare - Doppio     |                                        |                       |               |                     |
| 11 marzo  | Cairo Championships 1935 Il Cairo, Egitto Singolare - Doppio                      | Roderick Menzel 7-5 5-7 6-2            | Adam Baworowski       |               |                     |
| 11 marzo  | Cairo Championships 1935 Il Cairo, Egitto Singolare - Doppio                      |                                        |                       |               |                     |
| 16 marzo  | US Indoors 1935 New York, USA Singolare - Doppio                                  | Gregory Mangin 8-6 7-5 2-6 0-6 6-1     | Berkeley Bell         |               |                     |
| 16 marzo  | US Indoors 1935 New York, USA Singolare - Doppio                                  |                                        |                       |               |                     |
| 16 marzo  | Queen's Covered Court Championships 1935 Londra, Gran Bretagna Singolare - Doppio | Daniel Prenn 6-1 6-3                   | Spence                |               |                     |
| 16 marzo  | Queen's Covered Court Championships 1935 Londra, Gran Bretagna Singolare - Doppio |                                        |                       |               |                     |
| 16 marzo  | South African Championships 1935 Johannesburg, Sudafrica Singolare - Doppio       | Norman Farquharson 6-0 6-4 6-1         | Vernon Kirby          |               |                     |
| 16 marzo  | South African Championships 1935 Johannesburg, Sudafrica Singolare - Doppio       |                                        |                       |               |                     |
| 18 marzo  | Torneo di Bordighera 1935 Bordighera, Italia Singolare - Doppio                   | Jean Le Sueur 7-5 0-6 6-4 6-3          | Giovanni Palmieri     |               |                     |
| 18 marzo  | Torneo di Bordighera 1935 Bordighera, Italia Singolare - Doppio                   |                                        |                       |               |                     |
| 20 marzo  | Florida West Coast Championships 1935 Saint Petersburg, USA Singolare - Doppio    | Arthur H. Hendrix                      | Turner                |               |                     |
| 20 marzo  | Florida West Coast Championships 1935 Saint Petersburg, USA Singolare - Doppio    |                                        |                       |               |                     |
| 20 marzo  | South Atlantic Championships 1935 Augusta, USA Singolare - Doppio                 | Gilbert Hall 0-6 6-4 2-6 6-3 6-1       | William B. Reese      |               |                     |
| 20 marzo  | South Atlantic Championships 1935 Augusta, USA Singolare - Doppio                 |                                        |                       |               |                     |
| 25 marzo  | Harrow Hard Court Championships 1935 Herga Club, Gran Bretagna Singolare - Doppio | Bunny Henry Austin 6-3 6-4             | Daniel Prenn          |               |                     |
| 25 marzo  | Harrow Hard Court Championships 1935 Herga Club, Gran Bretagna Singolare - Doppio |                                        |                       |               |                     |
| 25 marzo  | Cannes Championships 1935 Cannes, Francia Singolare - Doppio                      | Max Ellmer 6-2 6-1 6-3                 | Franz-Wilhelm Matejka |               |                     |
| 25 marzo  | Cannes Championships 1935 Cannes, Francia Singolare - Doppio                      |                                        |                       |               |                     |
| 30 marzo  | Egyptian International Championships 1935 Il Cairo, Egitto Singolare - Doppio     | Roderick Menzel 6-4 6-0 6-0            | Herman von Artens     |               |                     |
| 30 marzo  | Egyptian International Championships 1935 Il Cairo, Egitto Singolare - Doppio     |                                        |                       |               |                     |

### Aprile
| Settimana | Torneo                                                                                 | Vincitore                    | Finalista       | Semifinalisti | Eliminati ai quarti |
| --------- | -------------------------------------------------------------------------------------- | ---------------------------- | --------------- | ------------- | ------------------- |
| aprile    | Campionati Internazionali di Sicilia 1935 Palermo, Italia Singolare - Doppio           | Giovanni Palmieri 7-5 ritiro | Jean Le Sueur   |               |                     |
| aprile    | Campionati Internazionali di Sicilia 1935 Palermo, Italia Singolare - Doppio           |                              |                 |               |                     |
| aprile    | New South Wales Hard Court Championships 1935 Dubbo, Australia Singolare - Doppio      | Vivian McGrath 7-5 6-2       | John Bromwich   |               |                     |
| aprile    | New South Wales Hard Court Championships 1935 Dubbo, Australia Singolare - Doppio      |                              |                 |               |                     |
| 1º aprile | Palm Springs Invitational 1935 Palm Springs, USA Cemento Singolare - Doppio            | Don Budge 6-2 6-2            | Gene Mako       |               |                     |
| 1º aprile | Palm Springs Invitational 1935 Palm Springs, USA Cemento Singolare - Doppio            |                              |                 |               |                     |
| 1º aprile | Nice Lawn Tennis Club Championships 1935 Nizza, Francia Terra rossa Singolare - Doppio | M. Pachovsky 6-1 1-6 6-3 6-3 | Vladimir Landau |               |                     |
| 1º aprile | Nice Lawn Tennis Club Championships 1935 Nizza, Francia Terra rossa Singolare - Doppio |                              |                 |               |                     |
| 1º aprile | River Oaks International Tennis Tournament 1935 Houston, USA Singolare - Doppio        | Bryan Grant 6-3 1-6 6-4 6-4  | Wilmer Allison  |               |                     |
| 1º aprile | River Oaks International Tennis Tournament 1935 Houston, USA Singolare - Doppio        |                              |                 |               |                     |

### Maggio
| Settimana | Torneo                                                                                    | Vincitore                         | Finalista                 | Semifinalisti | Eliminati ai quarti |
| --------- | ----------------------------------------------------------------------------------------- | --------------------------------- | ------------------------- | ------------- | ------------------- |
| 1º maggio | Eastern Mediterranean Championships 1935 Atene, Grecia Singolare - Doppio                 | Roland Journu 6-1 6-8 6-0 8-6     | Antoine Gentien           |               |                     |
| 1º maggio | Eastern Mediterranean Championships 1935 Atene, Grecia Singolare - Doppio                 |                                   |                           |               |                     |
| 4 maggio  | British Hard Court Championships 1935 Bournemouth, Gran Bretagna Singolare - Doppio       | Fred Perry 0-6 6-4 3-6 6-2 6-0    | Bunny Henry Austin        |               |                     |
| 4 maggio  | British Hard Court Championships 1935 Bournemouth, Gran Bretagna Singolare - Doppio       |                                   |                           |               |                     |
| 11 maggio | Czechoslovakian International Championships 1935 Praga, Cecoslovacchia Singolare - Doppio | Roderick Menzel 6-2 6-1 6-1       | Giovanni Palmieri         |               |                     |
| 11 maggio | Czechoslovakian International Championships 1935 Praga, Cecoslovacchia Singolare - Doppio |                                   |                           |               |                     |
| 12 maggio | Austrian International Championships 1935 Vienna, Austria Singolare - Doppio              | Giovanni Palmieri 6-4 4-6 6-1 7-5 | Giorgio De Stefani        |               |                     |
| 12 maggio | Austrian International Championships 1935 Vienna, Austria Singolare - Doppio              |                                   |                           |               |                     |
| 12 maggio | Southern California Championships 1935 Los Angeles, USA Singolare - Doppio                | Francis Shields                   | non conosciuta (bandiera) |               |                     |
| 12 maggio | Southern California Championships 1935 Los Angeles, USA Singolare - Doppio                |                                   |                           |               |                     |
| 19 maggio | Amackassin Club Championships 1935 New York, USA Singolare - Doppio                       | Melvin Partridge                  | Frank Bowden              |               |                     |
| 19 maggio | Amackassin Club Championships 1935 New York, USA Singolare - Doppio                       |                                   |                           |               |                     |
| 20 maggio | Surrey Championships 1935 Surbiton, Gran Bretagna Singolare - Doppio                      | Eskel Dundas Andrews 6-2 6-3      | Spence                    |               |                     |
| 20 maggio | Surrey Championships 1935 Surbiton, Gran Bretagna Singolare - Doppio                      |                                   |                           |               |                     |
| 27 maggio | Middlesex Championships 1935 Chiswick Park, Gran Bretagna Singolare - Doppio              | Daniel Prenn 6-4 6-3              | George Lyttleton Rogers   |               |                     |
| 27 maggio | Middlesex Championships 1935 Chiswick Park, Gran Bretagna Singolare - Doppio              |                                   |                           |               |                     |

### Giugno
| Settimana | Torneo                                                                                    | Vincitore                                      | Finalista                           | Semifinalisti | Eliminati ai quarti |
| --------- | ----------------------------------------------------------------------------------------- | ---------------------------------------------- | ----------------------------------- | ------------- | ------------------- |
| giugno    | Wiesbaden Championships 1935 Wiesbaden, Germania Terra rossa Singolare - Doppio           | Gottfried von Cramm 6-4 6-0 6-3                | Henner Henkel                       |               |                     |
| giugno    | Wiesbaden Championships 1935 Wiesbaden, Germania Terra rossa Singolare - Doppio           |                                                |                                     |               |                     |
| giugno    | Victorian Hard Court Championships 1935 Melbourne, Australia Singolare - Doppio           | John Walton                                    | Ellsworth Vines                     |               |                     |
| giugno    | Victorian Hard Court Championships 1935 Melbourne, Australia Singolare - Doppio           |                                                |                                     |               |                     |
| 2 giugno  | American Pro Championships 1935 South Orange, USA Terra rossa Singolare - Doppio          | Bill Tilden 8-6, 6-1, 6-2                      | George Lott                         |               |                     |
| 2 giugno  | American Pro Championships 1935 South Orange, USA Terra rossa Singolare - Doppio          | Martin Plaa Robert Ramillon                    | Bill Tilden Francis Townsend Hunter |               |                     |
| 2 giugno  | Torneo di Pelham 1935 Pelham, USA Singolare - Doppio                                      | Richard Berkeley Bell                          | Colin N.O. Ritchie                  |               |                     |
| 2 giugno  | Torneo di Pelham 1935 Pelham, USA Singolare - Doppio                                      |                                                |                                     |               |                     |
| 3 giugno  | Torneo di Liverpool 1935 Liverpool, Gran Bretagna Erba Singolare - Doppio                 | Thomas B. Henderson Brooks 4-6 6-3 8-6         | Irving Wheatcroft                   |               |                     |
| 3 giugno  | Torneo di Liverpool 1935 Liverpool, Gran Bretagna Erba Singolare - Doppio                 |                                                |                                     |               |                     |
| 3 giugno  | West of England Championships 1935 Bristol, Gran Bretagna Erba Singolare - Doppio         | Butler 8-6 11-9 9-7                            | George Lyttleton Rogers             |               |                     |
| 3 giugno  | West of England Championships 1935 Bristol, Gran Bretagna Erba Singolare - Doppio         |                                                |                                     |               |                     |
| 3 giugno  | Torneo di Saint George's Hill 1935 Weybridge, Gran Bretagna Singolare - Doppio            | Eskel Dundas Andrews 7-5 3-6 6-1               | George Lyttleton Rogers             |               |                     |
| 3 giugno  | Torneo di Saint George's Hill 1935 Weybridge, Gran Bretagna Singolare - Doppio            |                                                |                                     |               |                     |
| 7 giugno  | The Priory 1935 Birmingham, Gran Bretagna Erba Singolare - Doppio                         | Butler 5-7 6-3 6-4                             | Fred Perry                          |               |                     |
| 7 giugno  | The Priory 1935 Birmingham, Gran Bretagna Erba Singolare - Doppio                         |                                                |                                     |               |                     |
| 10 giugno | Belgium International Championships 1935 Bruxelles, Belgio Terra rossa Singolare - Doppio | Herman von Artens 6-3 9-7 6-3                  | Jiro Yamagishi                      |               |                     |
| 10 giugno | Belgium International Championships 1935 Bruxelles, Belgio Terra rossa Singolare - Doppio |                                                |                                     |               |                     |
| 10 giugno | Kent Championships 1935 Beckenham, Gran Bretagna Erba Singolare - Doppio                  | Ian Collins 6-3 6-1                            | Fred Perry                          |               |                     |
| 10 giugno | Kent Championships 1935 Beckenham, Gran Bretagna Erba Singolare - Doppio                  |                                                |                                     |               |                     |
| 11 giugno | Internazionali di Francia 1935 Parigi, Francia Terra rossa Singolare - Doppio             | Gottfried von Cramm 6-3 3-6 6-1 6-3            | Gregory Mangin                      |               |                     |
| 11 giugno | Internazionali di Francia 1935 Parigi, Francia Terra rossa Singolare - Doppio             | Jack Crawford Adrian Quist 6-1, 6-4, 6-2       | Vivian McGrath Don Turnbull         |               |                     |
| 16 giugno | Brooklyn Championships 1935 New York, USA Singolare - Doppio                              | Leonard Hartman 6-3 6-3 6-4                    | Bryan Grant                         |               |                     |
| 16 giugno | Brooklyn Championships 1935 New York, USA Singolare - Doppio                              |                                                |                                     |               |                     |
| 17 giugno | Queen's Club Championships 1935 Londra, Gran Bretagna Erba Singolare - Doppio             | Wilmer Allison Clarence Jones titolo condiviso |                                     |               |                     |
| 17 giugno | Queen's Club Championships 1935 Londra, Gran Bretagna Erba Singolare - Doppio             |                                                |                                     |               |                     |
| 17 giugno | Torneo di Blackpool 1935 Blackpool, Gran Bretagna Singolare - Doppio                      | Franjo Punčec 6-3 6-8 6-0                      | Franjo Kukuljevic                   |               |                     |
| 17 giugno | Torneo di Blackpool 1935 Blackpool, Gran Bretagna Singolare - Doppio                      |                                                |                                     |               |                     |
| 23 giugno | U.S. Men's Clay Court Championships 1935 Chicago, USA Terra rossa Singolare - Doppio      | Bryan Grant 4-6 6-1 3-6 6-3 6-0                | Frank Andrew Parker                 |               |                     |
| 23 giugno | U.S. Men's Clay Court Championships 1935 Chicago, USA Terra rossa Singolare - Doppio      | J. Gilbert Hall Berkley Bell                   |                                     |               |                     |
| 24 giugno | Kentucky State Championships 1935 Louisville, USA Singolare - Doppio                      | Charles Russell Harris 4-6 2-6 7-5 6-3 6-4     | Frank Andrew Parker                 |               |                     |
| 24 giugno | Kentucky State Championships 1935 Louisville, USA Singolare - Doppio                      |                                                |                                     |               |                     |
| 29 giugno | Middle States Championships 1935 Filadelfia, USA Erba Singolare - Doppio                  | G. Hunt 6-8 6-0 7-5                            | Guy Cheng                           |               |                     |
| 29 giugno | Middle States Championships 1935 Filadelfia, USA Erba Singolare - Doppio                  |                                                |                                     |               |                     |
| 29 giugno | New Jersey State Championships 1935 Montclair, USA Terra rossa Singolare - Doppio         | Gregory Mangin                                 | William Lurie                       |               |                     |
| 29 giugno | New Jersey State Championships 1935 Montclair, USA Terra rossa Singolare - Doppio         |                                                |                                     |               |                     |
| 29 giugno | Eastern Clay Court Championships 1935 Jackson Heights, USA Terra rossa Singolare - Doppio | Richard Berkeley Bell                          | Leonard Hartman                     |               |                     |
| 29 giugno | Eastern Clay Court Championships 1935 Jackson Heights, USA Terra rossa Singolare - Doppio |                                                |                                     |               |                     |

### Luglio
| Settimana | Torneo                                                                                           | Vincitore                                           | Finalista                   | Semifinalisti | Eliminati ai quarti |
| --------- | ------------------------------------------------------------------------------------------------ | --------------------------------------------------- | --------------------------- | ------------- | ------------------- |
| luglio    | Northwestern Championships 1935 Seattle, USA Singolare - Doppio                                  | Hunt                                                |                             |               |                     |
| luglio    | Northwestern Championships 1935 Seattle, USA Singolare - Doppio                                  |                                                     |                             |               |                     |
| 1º luglio | Strasbourg Pro Championships 1935 Strasburgo, Francia Singolare - Doppio                         | Hans Nüsslein 3 set a 0                             | Robert Ramillon             |               |                     |
| 1º luglio | Strasbourg Pro Championships 1935 Strasburgo, Francia Singolare - Doppio                         | Ellsworth Vines Bill Tilden                         | Martin Plaa Robert Ramillon |               |                     |
| 3 luglio  | New England Championships 1935 Hartford, USA Singolare - Doppio                                  | H. Holbrook Hyde                                    | Gilbert Hall                |               |                     |
| 3 luglio  | New England Championships 1935 Hartford, USA Singolare - Doppio                                  |                                                     |                             |               |                     |
| 4 luglio  | Nassau Bowl 1935 Glen Cove, USA Singolare - Doppio                                               | Richard Berkeley Bell 6-4 6-4 3-6 6-3               | Gregory Mangin              |               |                     |
| 4 luglio  | Nassau Bowl 1935 Glen Cove, USA Singolare - Doppio                                               |                                                     |                             |               |                     |
| 6 luglio  | Torneo di Wimbledon 1935 Londra, Gran Bretagna Erba Singolare - Doppio                           | Fred Perry 6-2 6-4 6-4                              | Gottfried von Cramm         |               |                     |
| 6 luglio  | Torneo di Wimbledon 1935 Londra, Gran Bretagna Erba Singolare - Doppio                           | Jack Crawford Adrian Quist 6-3, 5-7, 6-2, 5-7, 7-5  | Wilmer Allison John Van Ryn |               |                     |
| 8 luglio  | East of England Championships 1935 Felixstowe, Gran Bretagna Erba Singolare - Doppio             | Jiro Yamagishi 6-3 6-3                              | George Lyttleton Rogers     |               |                     |
| 8 luglio  | East of England Championships 1935 Felixstowe, Gran Bretagna Erba Singolare - Doppio             |                                                     |                             |               |                     |
| 8 luglio  | Midland Counties Championships 1935 Edgbaston, Gran Bretagna Erba Singolare - Doppio             | Vivian McGrath 8-6 6-2                              | Walter Musgrove             |               |                     |
| 8 luglio  | Midland Counties Championships 1935 Edgbaston, Gran Bretagna Erba Singolare - Doppio             |                                                     |                             |               |                     |
| 8 luglio  | Western Championships 1935 Chicago, USA Singolare - Doppio                                       | Wilbur Franklyn Coen 6-4 6-2 6-2                    | John McDiarmid              |               |                     |
| 8 luglio  | Western Championships 1935 Chicago, USA Singolare - Doppio                                       |                                                     |                             |               |                     |
| 8 luglio  | French Pro Championships 1935 Parigi, Francia Terra rossa Singolare - Doppio                     | Ellsworth Vines 10–8, 6–4, 3–6, 6–1                 | Hans Nüsslein               |               |                     |
| 8 luglio  | French Pro Championships 1935 Parigi, Francia Terra rossa Singolare - Doppio                     |                                                     |                             |               |                     |
| 9 luglio  | Longwood Bowl 1935 Brookline, USA Erba Singolare - Doppio                                        | Wilmer Hines 6-1 6-1 6-4                            | Norcross S. Tilney          |               |                     |
| 9 luglio  | Longwood Bowl 1935 Brookline, USA Erba Singolare - Doppio                                        |                                                     |                             |               |                     |
| 13 luglio | Southport Pro Championships 1935 Southport, Gran Bretagna Singolare - Doppio                     | Ellsworth Vines 6-1 6-8 4-6 6-2 6-2                 | Bill Tilden                 |               |                     |
| 13 luglio | Southport Pro Championships 1935 Southport, Gran Bretagna Singolare - Doppio                     |                                                     |                             |               |                     |
| 13 luglio | Irish Championships 1935 Dublino, Irlanda Erba Singolare - Doppio                                | Alan Stedman 7-5 6-2 6-1                            | Cam Malfroy                 |               |                     |
| 13 luglio | Irish Championships 1935 Dublino, Irlanda Erba Singolare - Doppio                                |                                                     |                             |               |                     |
| 14 luglio | Dutch International Championships 1935 Noordwijk, Paesi Bassi Terra rossa Singolare - Doppio     | Giorgio De Stefani 6-4 4-6 6-3 4-6 7-5              | Adrian Quist                |               |                     |
| 14 luglio | Dutch International Championships 1935 Noordwijk, Paesi Bassi Terra rossa Singolare - Doppio     |                                                     |                             |               |                     |
| 15 luglio | Spring Lake Invitation 1935 Spring Lake, USA Singolare - Doppio                                  | Charles Russell Harris                              | Herman von Artens           |               |                     |
| 15 luglio | Spring Lake Invitation 1935 Spring Lake, USA Singolare - Doppio                                  |                                                     |                             |               |                     |
| 15 luglio | Welsh Championships 1935 Newport, Gran Bretagna Erba Singolare - Doppio                          | Uberto De Morpurgo 6-1 6-3 6-1                      | Jiro Yamagishi              |               |                     |
| 15 luglio | Welsh Championships 1935 Newport, Gran Bretagna Erba Singolare - Doppio                          |                                                     |                             |               |                     |
| 15 luglio | Northern Championships 1935 Manchester, Gran Bretagna Erba Singolare - Doppio                    | George Lyttleton Rogers 6-3 8-6                     | Frank Andrew Parker         |               |                     |
| 15 luglio | Northern Championships 1935 Manchester, Gran Bretagna Erba Singolare - Doppio                    |                                                     |                             |               |                     |
| 21 luglio | Torneo di La Jolla 1935 La Jolla, USA Cemento Singolare - Doppio                                 | Charles Carr                                        | non conosciuta (bandiera)   |               |                     |
| 21 luglio | Torneo di La Jolla 1935 La Jolla, USA Cemento Singolare - Doppio                                 |                                                     |                             |               |                     |
| 22 luglio | Swedish International Championships 1935 Båstad, Svezia Terra rossa Singolare - Doppio           | H. Schroeder 1-6 6-3 6-4                            | John Olliff                 |               |                     |
| 22 luglio | Swedish International Championships 1935 Båstad, Svezia Terra rossa Singolare - Doppio           |                                                     |                             |               |                     |
| 24 luglio | Torneo di Sheffield & Hallamshire 1935 Sheffield - Hallamshire, Gran Bretagna Singolare - Doppio | Alan Stedman 11-13 7-5 6-2                          | Cam Malfroy                 |               |                     |
| 24 luglio | Torneo di Sheffield & Hallamshire 1935 Sheffield - Hallamshire, Gran Bretagna Singolare - Doppio |                                                     |                             |               |                     |
| 28 luglio | Seabright Invitational 1935 Seabright, USA Erba Singolare - Doppio                               | Gregory Mangin 6-8 6-4 3-6 6-2 7-5                  | Wilmer Hines                |               |                     |
| 28 luglio | Seabright Invitational 1935 Seabright, USA Erba Singolare - Doppio                               |                                                     |                             |               |                     |
| 29 luglio | Canadian Championships 1935 Toronto, Canada Erba Singolare - Doppio                              | Eugene Smith 8-6 6-2 7-5                            | Richard Bennett             |               |                     |
| 29 luglio | Canadian Championships 1935 Toronto, Canada Erba Singolare - Doppio                              | Worth Oswald Charles Weesner 10-9 6-2 10-12 7-9 9-7 | Ray Casey John Law          |               |                     |
| 29 luglio | Richmond County Clay Court Championships 1935 New York, USA Terra rossa Singolare - Doppio       | Leonard Hartman 8-6 3-6 6-4 7-5                     | Geller                      |               |                     |
| 29 luglio | Richmond County Clay Court Championships 1935 New York, USA Terra rossa Singolare - Doppio       |                                                     |                             |               |                     |
| 29 luglio | Sullivan County Tournament 1935 Merriewold, USA Singolare - Doppio                               | Gardnar Mulloy 6-2 6-2 6-2                          | Frank Luce                  |               |                     |
| 29 luglio | Sullivan County Tournament 1935 Merriewold, USA Singolare - Doppio                               |                                                     |                             |               |                     |
| 29 luglio | Torneo di Le Touquet 1935 Le Touquet, Francia Terra rossa Singolare - Doppio                     | Bernard Destremeau 6-8 7-5 3-6 6-3 6-2              | Christian Boussus           |               |                     |
| 29 luglio | Torneo di Le Touquet 1935 Le Touquet, Francia Terra rossa Singolare - Doppio                     |                                                     |                             |               |                     |

### Agosto
| Settimana | Torneo                                                                                       | Vincitore                                | Finalista                                   | Semifinalisti | Eliminati ai quarti |
| --------- | -------------------------------------------------------------------------------------------- | ---------------------------------------- | ------------------------------------------- | ------------- | ------------------- |
| agosto    | Le Touquet Pro Championships 1935 Le Touquet, Francia Singolare - Doppio                     | Bill Tilden Round Robin                  | Ellsworth Vines Martin Plaa Robert Ramillon |               |                     |
| agosto    | Le Touquet Pro Championships 1935 Le Touquet, Francia Singolare - Doppio                     |                                          |                                             |               |                     |
| 1º agosto | Torneo di Wolverhampton 1935 Wolverhampton, Gran Bretagna Erba Singolare - Doppio            | George Lyttleton Rogers 6-3 8-6          | Uberto De Morpurgo                          |               |                     |
| 1º agosto | Torneo di Wolverhampton 1935 Wolverhampton, Gran Bretagna Erba Singolare - Doppio            |                                          |                                             |               |                     |
| 4 agosto  | Eastern States Clay Court Championships 1935 Springfield, USA Terra rossa Singolare - Doppio | Gabriel Lavine                           | Samuel Gilpin                               |               |                     |
| 4 agosto  | Eastern States Clay Court Championships 1935 Springfield, USA Terra rossa Singolare - Doppio |                                          |                                             |               |                     |
| 5 agosto  | Southampton Invitation 1935 Southampton, USA Singolare - Doppio                              | Frank Andrew Parker 7-5 6-4 6-1          | Gilbert Hall                                |               |                     |
| 5 agosto  | Southampton Invitation 1935 Southampton, USA Singolare - Doppio                              |                                          |                                             |               |                     |
| 5 agosto  | Suffolk Championships 1935 Saxmundham, Gran Bretagna Erba Singolare - Doppio                 | Charles Hare 13-11 6-1                   | Jimmy Reddall                               |               |                     |
| 5 agosto  | Suffolk Championships 1935 Saxmundham, Gran Bretagna Erba Singolare - Doppio                 |                                          |                                             |               |                     |
| 5 agosto  | Hampshire Championships 1935 Bournemouth, Gran Bretagna Singolare - Doppio                   | Cam Malfroy 6-8 6-2 6-1                  | George McVeagh                              |               |                     |
| 5 agosto  | Hampshire Championships 1935 Bournemouth, Gran Bretagna Singolare - Doppio                   |                                          |                                             |               |                     |
| 11 agosto | German Championships 1935 Amburgo, Germania Terra rossa Singolare - Doppio                   | Gottfried von Cramm 6-3 6-3 6-3          | Otto Szigeti                                |               |                     |
| 11 agosto | German Championships 1935 Amburgo, Germania Terra rossa Singolare - Doppio                   |                                          |                                             |               |                     |
| 12 agosto | Eastern Grass Court Championships 1935 Rye, USA Erba Singolare - Doppio                      | Bryan Grant 3-6 6-3 6-4 7-9 6-4          | Francis Shields                             |               |                     |
| 12 agosto | Eastern Grass Court Championships 1935 Rye, USA Erba Singolare - Doppio                      |                                          |                                             |               |                     |
| 12 agosto | Dorset County Championships 1935 Parkstone, Gran Bretagna Erba Singolare - Doppio            | Uberto De Morpurgo 8-6 6-2               | Merriman Cuninggim                          |               |                     |
| 12 agosto | Dorset County Championships 1935 Parkstone, Gran Bretagna Erba Singolare - Doppio            |                                          |                                             |               |                     |
| 12 agosto | Derbyshire Championships 1935 Buxton, Gran Bretagna Singolare - Doppio                       | Clarence Medlycott Jones 6-4 6-4         | George Lyttleton Rogers                     |               |                     |
| 12 agosto | Derbyshire Championships 1935 Buxton, Gran Bretagna Singolare - Doppio                       |                                          |                                             |               |                     |
| 12 agosto | Middle Atlantic States Championships 1935 Atlantic City, USA Singolare - Doppio              | Gabriel Lavine                           | Friedman                                    |               |                     |
| 12 agosto | Middle Atlantic States Championships 1935 Atlantic City, USA Singolare - Doppio              |                                          |                                             |               |                     |
| 17 agosto | British Pro Championships 1935 Eastbourne, Gran Bretagna Singolare - Doppio                  | Dan Maskell                              | F.H. Poulson                                |               |                     |
| 17 agosto | British Pro Championships 1935 Eastbourne, Gran Bretagna Singolare - Doppio                  |                                          |                                             |               |                     |
| 18 agosto | Newport Casino Trophy 1935 Newport, USA Erba Singolare - Doppio                              | Don Budge 6-3 5-7 3-6 8-6 6-1            | Francis Shields                             |               |                     |
| 18 agosto | Newport Casino Trophy 1935 Newport, USA Erba Singolare - Doppio                              |                                          |                                             |               |                     |
| 18 agosto | Danish International Championships 1935 Copenaghen, Danimarca Singolare - Doppio             | Karl Schroder 6-8 1-6 6-1 6-0 6-4        | Augusto Rado                                |               |                     |
| 18 agosto | Danish International Championships 1935 Copenaghen, Danimarca Singolare - Doppio             |                                          |                                             |               |                     |
| 19 agosto | North of England Championships 1935 Scarborough, Gran Bretagna Singolare - Doppio            | Alan Stedman 11-13 7-5 6-2               | Cam Malfroy                                 |               |                     |
| 19 agosto | North of England Championships 1935 Scarborough, Gran Bretagna Singolare - Doppio            |                                          |                                             |               |                     |
| 19 agosto | West Sussex Championships 1935 Bognor Regis, Gran Bretagna Singolare - Doppio                | Partridge Ronald Shayes titolo condiviso |                                             |               |                     |
| 19 agosto | West Sussex Championships 1935 Bognor Regis, Gran Bretagna Singolare - Doppio                |                                          |                                             |               |                     |
| 25 agosto | Polish International Championships 1935 Varsavia, Polonia Terra rossa Singolare - Doppio     | Pat Hughes 9-7 4-6 3-6 6-4 6-1           | Kazimierz Tarlowski                         |               |                     |
| 25 agosto | Polish International Championships 1935 Varsavia, Polonia Terra rossa Singolare - Doppio     |                                          |                                             |               |                     |
| 26 agosto | Torneo di Hastings 1935 Hastings, Gran Bretagna Erba Singolare - Doppio                      | Colin N.O. Ritchie 6-2 6-4               | Young                                       |               |                     |
| 26 agosto | Torneo di Hastings 1935 Hastings, Gran Bretagna Erba Singolare - Doppio                      |                                          |                                             |               |                     |

### Settembre
| Settimana    | Torneo                                                                           | Vincitore                                           | Finalista                      | Semifinalisti | Eliminati ai quarti |
| ------------ | -------------------------------------------------------------------------------- | --------------------------------------------------- | ------------------------------ | ------------- | ------------------- |
| 1º settembre | Le Touquet First Meeting 1935 Le Touquet, Francia Singolare - Doppio             | Pierre Goldschmidt 6-3 6-8 8-6                      | Yvon Petra                     |               |                     |
| 1º settembre | Le Touquet First Meeting 1935 Le Touquet, Francia Singolare - Doppio             |                                                     |                                |               |                     |
| 2 settembre  | Torneo di Venezia 1935 Venezia, Italia Singolare - Doppio                        | Gottfried von Cramm 7-5 2-6 6-2 6-2                 | Giovanni Palmieri              |               |                     |
| 2 settembre  | Torneo di Venezia 1935 Venezia, Italia Singolare - Doppio                        |                                                     |                                |               |                     |
| 2 settembre  | Cinque Ports Championships 1935 Folkestone, Gran Bretagna Singolare - Doppio     | Colin N.O. Ritchie 2-6 7-5 6-4                      | Butler                         |               |                     |
| 2 settembre  | Cinque Ports Championships 1935 Folkestone, Gran Bretagna Singolare - Doppio     |                                                     |                                |               |                     |
| 7 settembre  | Swiss International Championships 1935 Ginevra, Svizzera Singolare - Doppio      | Gottfried von Cramm 6-3 6-3 6-4                     | Max Ellmer                     |               |                     |
| 7 settembre  | Swiss International Championships 1935 Ginevra, Svizzera Singolare - Doppio      |                                                     |                                |               |                     |
| 9 settembre  | South of England Championships 1935 Eastbourne, Gran Bretagna Singolare - Doppio | Robert Tinkler 8-6 10-8                             | Clarence Medlycott Jones       |               |                     |
| 9 settembre  | South of England Championships 1935 Eastbourne, Gran Bretagna Singolare - Doppio |                                                     |                                |               |                     |
| 10 settembre | Hungarian International Championships 1935 Budapest, Ungheria Singolare - Doppio | Ladislav Hecht 6-3 6-4 7-5                          | Emil Gabory                    |               |                     |
| 10 settembre | Hungarian International Championships 1935 Budapest, Ungheria Singolare - Doppio |                                                     |                                |               |                     |
| 10 settembre | Torneo di Capri 1935 Capri, Italia Singolare - Doppio                            | Gottfried von Cramm 7-5 1-6 7-5                     | Stefano Mangold                |               |                     |
| 10 settembre | Torneo di Capri 1935 Capri, Italia Singolare - Doppio                            |                                                     |                                |               |                     |
| 12 settembre | U.S. National Championships 1935 New York, USA Erba Singolare - Doppio           | Wilmer Allison 6-2 6-2 6-3                          | Sidney Wood                    |               |                     |
| 12 settembre | U.S. National Championships 1935 New York, USA Erba Singolare - Doppio           | Wilmer Allison John Van Ryn 6-2, 6-3, 2-6, 3-6, 6-1 | Don Budge Gene Mako            |               |                     |
| 16 settembre | U.S. Pro Tennis Championships 1935 New York, USA Erba Singolare - Doppio         | Bill Tilden 0-6, 6-1, 6-4, 0-6, 6-4                 | Karel Koželuh                  |               |                     |
| 16 settembre | U.S. Pro Tennis Championships 1935 New York, USA Erba Singolare - Doppio         | George Lott Lester Stoefen                          | Alfred Chapin Morton Bernstein |               |                     |
| 21 settembre | Torneo di Merano 1935 Merano, Italia Singolare - Doppio                          | Gottfried von Cramm 4-6 0-6 7-5 6-4 6-4             | Henner Henkel                  |               |                     |
| 21 settembre | Torneo di Merano 1935 Merano, Italia Singolare - Doppio                          |                                                     |                                |               |                     |
| 23 settembre | Paris International Championships 1935 Parigi, Francia Singolare - Doppio        | Marcel Bernard 6-4 6-1 6-0                          | Giovanni Palmieri              |               |                     |
| 23 settembre | Paris International Championships 1935 Parigi, Francia Singolare - Doppio        |                                                     |                                |               |                     |
| 23 settembre | German Pro Championships 1935 Berlino, Germania Singolare - Doppio               | Hans Nüsslein                                       | E. Goritschnig                 |               |                     |
| 23 settembre | German Pro Championships 1935 Berlino, Germania Singolare - Doppio               |                                                     |                                |               |                     |
| 23 settembre | Pacific Southwest Championships 1935 Los Angeles, USA Cemento Singolare - Doppio | Don Budge 1-6 11-9 6-3 ritiro                       | Roderick Menzel                |               |                     |
| 23 settembre | Pacific Southwest Championships 1935 Los Angeles, USA Cemento Singolare - Doppio |                                                     |                                |               |                     |
| 28 settembre | Pacific Coast Championships 1935 Berkeley, USA Cemento Singolare - Doppio        | Don Budge 6-0 6-2 7-9 6-4                           | Bobby Riggs                    |               |                     |
| 28 settembre | Pacific Coast Championships 1935 Berkeley, USA Cemento Singolare - Doppio        | Don Budge Gene Smith 6-2, 6-3, 7-5                  | Wayne Sabin Howard Blethn      |               |                     |

### Ottobre
| Settimana  | Torneo                                                                                | Vincitore                               | Finalista           | Semifinalisti | Eliminati ai quarti |
| ---------- | ------------------------------------------------------------------------------------- | --------------------------------------- | ------------------- | ------------- | ------------------- |
| 5 ottobre  | Wembley Championship 1935 Londra, Gran Bretagna Singolare - Doppio                    | Ellsworth Vines 6-1, 6-3, 5-7, 3-6, 6-3 | Bill Tilden         |               |                     |
| 5 ottobre  | Wembley Championship 1935 Londra, Gran Bretagna Singolare - Doppio                    |                                         |                     |               |                     |
| 14 ottobre | Greenbrier Autumn Championships 1935 White Sulphur Springs, USA Singolare - Doppio    | Gilbert Hall                            | Frank Bowden        |               |                     |
| 14 ottobre | Greenbrier Autumn Championships 1935 White Sulphur Springs, USA Singolare - Doppio    |                                         |                     |               |                     |
| 22 ottobre | British Covered Court Championships 1935 Londra, Gran Bretagna Singolare - Doppio     | Jean Borotra 6-0 6-2 6-0                | Nigel Sharpe        |               |                     |
| 22 ottobre | British Covered Court Championships 1935 Londra, Gran Bretagna Singolare - Doppio     |                                         |                     |               |                     |
| 27 ottobre | Argentina International Championships 1935 Buenos Aires, Argentina Singolare - Doppio | Giorgio De Stefani 10-8 10-8 6-1        | Lucilo del Castillo |               |                     |
| 27 ottobre | Argentina International Championships 1935 Buenos Aires, Argentina Singolare - Doppio |                                         |                     |               |                     |

### Novembre
| Settimana   | Torneo                                                                       | Vincitore                             | Finalista       | Semifinalisti             | Eliminati ai quarti                                    |
| ----------- | ---------------------------------------------------------------------------- | ------------------------------------- | --------------- | ------------------------- | ------------------------------------------------------ |
| 11 novembre | Tennis Club de Paris Tournament 1935 Parigi, Francia Singolare - Doppio      | Jean Borotra 6-3 6-0 6-4              | Paul Féret      |                           |                                                        |
| 11 novembre | Tennis Club de Paris Tournament 1935 Parigi, Francia Singolare - Doppio      |                                       |                 |                           |                                                        |
| 17 novembre | New South Wales Championships 1935 Sydney, Australia Erba Singolare - Doppio | Adrian Quist 6-3, 6-1, 3-6, 8-10, 6-2 | Harry Hopman    | Jack Crawford Bert Tonkin | Cliff Sproule John Bromwich C. Ferguson Vivian McGrath |
| 17 novembre | New South Wales Championships 1935 Sydney, Australia Erba Singolare - Doppio | Jack Crawford Vivian McGrath          |                 | Jack Crawford Bert Tonkin | Cliff Sproule John Bromwich C. Ferguson Vivian McGrath |
| 18 novembre | Japanese Championships 1935 Tokyo, Giappone Singolare - Doppio               | Jiro Yamagishi 7-5 6-2 6-1            | Roderick Menzel |                           |                                                        |
| 18 novembre | Japanese Championships 1935 Tokyo, Giappone Singolare - Doppio               |                                       |                 |                           |                                                        |
| 25 novembre | Torneo di Zurigo 1935 Zurigo, Svizzera Singolare - Doppio                    | Max Ellmer 6-4 4-6 2-6 6-4 6-1        | Jacques Brugnon |                           |                                                        |
| 25 novembre | Torneo di Zurigo 1935 Zurigo, Svizzera Singolare - Doppio                    |                                       |                 |                           |                                                        |

### Dicembre
| Settimana   | Torneo                                                                    | Vincitore                        | Finalista            | Semifinalisti | Eliminati ai quarti |
| ----------- | ------------------------------------------------------------------------- | -------------------------------- | -------------------- | ------------- | ------------------- |
| dicembre    | Victorian Championships 1935 Melbourne, Australia Erba Singolare - Doppio | Adrian Quist 6-2 8-6 4-6 6-2     | Jack Crawford        |               |                     |
| dicembre    | Victorian Championships 1935 Melbourne, Australia Erba Singolare - Doppio |                                  |                      |               |                     |
| 1º dicembre | Queensland Championships 1935 Brisbane, Australia Erba Singolare - Doppio | Adrian Quist 6-2 2-6 7-5 1-6 6-3 | John Edward Bromwich |               |                     |
| 1º dicembre | Queensland Championships 1935 Brisbane, Australia Erba Singolare - Doppio |                                  |                      |               |                     |
| 24 dicembre | Coupe de Noel 1935 Parigi, Francia Singolare - Doppio                     | Kalle Schröder 5-7 6-3 6-4 6-4   | Christian Boussus    |               |                     |
| 24 dicembre | Coupe de Noel 1935 Parigi, Francia Singolare - Doppio                     |                                  |                      |               |                     |

## Pro tour
Nel corso dell'anno si giocarono diversi tornei che facevano parte dei pro tour: un insieme di tornei composti da pochi partecipanti: da 2, 4 o 6 giocatori in cui i migliori tennisti si sfidavano in scontri diretti in varie località. Il vincitore del tour era il tennista che aveva un vantaggio nei testa a testa con gli altri giocatori.
| Data               | Località           | Nome del tour               | Partecipanti                              |
| ------------------ | ------------------ | --------------------------- | ----------------------------------------- |
| 9 gennaio - aprile | Stati Uniti Canada | Norh American Pro Tour 1935 | Ellsworth Vines Les Stoefen Hans Nüsslein |